# Белокатайский заказник
Белокатайский заказник (баш. Балаҡатай заказнигы) — государственный природный зоологический заказник республиканского значения, расположенный в центре Белокатайского района Республики Башкортостан.

## Обзор
Заказник организован в соответствии с Постановлением Совета Министров Башкирской АССР от 20 июня 1963 года N 378. Постановлением Правительства Республики Башкортостан от 25 августа 2005 года N 189 заказник закреплен за государственным бюджетным учреждением «Дирекция по особо охраняемым природным территориям Республики Башкортостан». Заказник образован с целью сохранения и увеличения численности ценных видов диких животных.
Заказник создан на участках лесного фонда и землях сельскохозяйственного назначения. Площадь заказника составляет 8213 га.
В заказнике встречается около 60 видов млекопитающих и более 150 видов птиц. Здесь встречаются как типично сибирские виды (колонок, бурундук, красно-серая полевка), так и виды европейской фауны (лесной хорь, куница, европейская норка).
Особой охране на территории заказника подлежат лось, кабан, косуля, рысь, норка американская, бобр, куница, барсук, зайцы, боровая дичь. В реках водятся: елец, щука, ерш, плотва, окунь. Из видов, занесенных в Красную книгу Республики Башкортостан, — хариус, выдра, норка европейская, выпь, серый журавль, серая куропатка.